# Anomis busana
Anomis busana là một loài bướm đêm trong họ Erebidae.